# Kostja Ullmann
Kostja Alexander Ullmann (ur. 30 maja 1984 w Hamburgu) – niemiecki aktor.

## Życiorys
Urodził się i dorastał w Hamburgu jako syn zawodowej tancerki Manelle Ullmann i aktora Volkera Ullmanna. Jego matka, urodzona w Mumbajua, mieszkała na Sri Lanka; miała korzenie angielskie, portugalskie i indyjskie. Jego ojciec prowadził własną agencję aktorską w Hamburgu. Jego starsza siostra, Shantia (ur. 1983), została także aktorką. Był praktykantem w przedszkolu.
W wieku 11 lat zadebiutował na scenie Ernst Deutsch Theater w Hamburgu. Mając 14 lat znalazł się w obsadzie komedii telewizyjnej Król Majorki (König auf Mallorca, 1998) z Marie Bäumer. Po występach w różnych odcinkach serialu, po raz pierwszy wystąpił w roli Timo Kramera w telewizyjnej komedii familijnej Familie XXL (2002) z Oliverem Stokowskim. W 2003 porzucił szkołę teatralną w Hamburgu, aby rozpocząć zdjęcia do komediodramatu sportowego  Marco Kreuzpaintnera Letnia burza (Sommersturm, 2004) u boku Roberta Stadlobera i Alicji Bachledy-Curuś, gdzie zagrał postać Achima, za którą był nominowany do austriackiej nagrody Undine dla najlepszego młodego aktora. Rola 17–letniego Joe Reinhardta, który zakochuje się w 37–letniej mężatce (Marie Bäumer) w telewizyjnym melodramacie ProSiebenSat.1 Media Tajemna miłość – Student i listonoszka (Heimliche Liebe - Der Schüler und die Postbotin, 2005) przyniosła mu Nagroda Telewizyjna im. Güntera Stracka. 
Podkładał głos za Elijaha Wooda w serialu Po drugiej stronie muru (Over the Garden Wall, 2014). W 2013 wspólnie z Kenem Dukenem wziął udział w kampanii „GQ” na temat tolerancji i homoseksualizmu. W komediodramacie Coming In (2014) zagrał gejowskiego berlińskiego fryzjera Toma Herznera, który zakochuje się we właścicielce salonu piękności. 
Był dwukrotnie nominowany do nagrody Bambi; za rolę narkomana Olivera, który dorastał w różnych domach i rodzinach zastępczych w telewizyjnym dramacie ZDF Moje własne ciało i krew (Mein eigen Fleisch und Blut, 2011) i jako niewidzący Saliya Kahawatte w biograficznym komediodramacie Marca Rothemunda Moja randka w ciemno z życiem (Mein Blind Date mit dem Leben, 2017). 
Osiedlił się w St. Georg. Od 2008 był w związku z prezenterką i aktorką Janiną Reinhardt, z którą zawarł związek małżeński w lipcu 2016. W grudniu 2018 para ogłosiła separację.

## Wybrana filmografia

### Filmy
- 2004: Wycieczka klasowa (Klassenfahrt - Geknutscht wird immer) jako Tobi
- 2004: Letnia burza (Sommersturm) jako Achim
- 2006: Verfolgt (punish me) jako Jan
- 2007: Nastolatki i miłość (Die Wilden Hühner und die Liebe) jako Max Fischer
- 2007: Tajemnica skarbu Troi (Der Geheimnisvolle Schatz von Troja) jako Demetrios
- 2008: O dzielnym krawczyku (Das Tapfere Schneiderlein) jako krawiec David
- 2010: Groupies nie zostają na śniadanie (Groupies bleiben nicht zum frühstück)  jako Christopher
- 2012: Opiekun (Schutzengel) jako Kurt
- 2012: Ślub szczęścia nie daje (Heiraten ist auch keine Lösung) jako Luca
- 2013: Czerwień Rubinu (Rubinrot) jako James Pimplebottom
- 2013: Krudowie (The Croods) jako Chłopak (głos; w oryginale Ryan Reynolds)
- 2014: Bardzo poszukiwany człowiek (A Most Wanted Man) jako Rasheed

### Seriale
- 2004: Tatort: Zdradzony i sprzedany jako Marc Landauer
- 2009: Tatort: Konstelacja rodzinna jako Kerim Korkmaz
- 2011: Dzieciaki z Einstein High (Schloss Einstein) jako Albert Einstein
- 2013: Tatort: Czarny Afgańczyk jako Arian Bakthari, student
- 2019: Tatort: Gdzie podział się mój skarb? jako Roger Stahl

## Nagrody
- 2006: Nagroda Telewizyjna im. Güntera Stracka[6]
- 2007: Nagroda Nowe Twarze za rolę Jana Winklera w filmie Verfolgt (2006)[8]
- 2007: Nagroda „GQ” – Spadająca Gwiazda/Człowiek Roku
- 2008: Złote Pióro za „imponujące występy aktorskie już w młodym wieku”[9]
- 2008: Nagroda Audi Generation Award (Media)[10]